# Populus ×tomentosa
Populus ×tomentosa is een hybride uit de wilgenfamilie (Salicaceae). Het betreft een kruising tussen de witte abeel (P. alba) en P. adenopoda, een in China voorkomende ratelpopulier. Andere auteurs zien het als een kruising tussen de witte abeel en P. tremula var. davidiana, wat het meer een oosterse variant maakt van de grauwe abeel (P. ×canescens)

## Beschrijving
P. ×tomentosa is een veel voorkomende populier in noordelijk en midden China. Van Zhejiang in het oosten tot Yunnan in het westen. Aan haar verspreiding dankt het ook haar Engelse naam; 'Chinese white poplar'. De boom is te vinden in parken en andere recreatieve aanplant als een majestueuze straatboom. Het valt op door zijn grote, donkere bladeren met witte onderzijde, zijn lange, rechte stam en, in het bijzonder, zijn asgrijze schors die met de leeftijd gespikkeld grijszwart wordt en vol zit met ruitvormige markeringen. Als tweehuizige, windbestoven boom van hybride oorsprong, kan P. ×tomentosa een grote variabiliteit in verschijningsvorm vertonen.

## Gebruik
P. ×tomentosa heeft al een lange geschiedenis in China. Het wordt al als gekweekte boom in Beijing genoemd in een boek uit de vierde eeuw en komt veelvuldig voor in boeken en schilderijen uit de Ming-dynastie (1368-1666) en de Qing-dynastie die hier op volgde. De boom wordt niet alleen gekweekt voor de recreatieve aanplant maar ook voor de hout- en papierproductie en voor de productie van luciferhout. Hiernaast komt P. ×tomentosa ook voor als wilde plant op de stroomvlakten van de Gele Rivier, waar het een belangrijke rol speelt in de ecologie van dat gebied. 
Zijn alomtegenwoordigheid als een gecultiveerde plant heeft geleid tot onzekerheid of het nu wel als een hybride moet worden beschouwd of als een natuurlijk voorkomende soort.
... ·  
P. ×acuminata · 
P. adenopoda · 
P. afghanica · 
P. alba (Witte abeel) · 
P. angustifolia (Smalbladige populier) · 
P. balsamifera (Ontariopopulier) · 
P. ×berolinensis (Siberische balsempopulier) · 
P. ×canadensis (Canadapopulier) · 
P. candicans · 
P. ×canescens (Grauwe abeel) · 
P. cathayana · 
P. davidiana · 
P. deltoides (Amerikaanse populier) · 
P. euphratica · 
P. fremontii · 
P.  grandidentata (Grofgetande populier) · 
P. guzmanantlensis ·  
P. heterophylla (Hartbladige populier) · 
P. ilicifolia · 
P. ×interamericana (Zwarte balsemhybride) · 
P. ×jackii · 
P. koreana · 
P.  lasiocarpa (Ruwe populier) · 
P. laurifolia (Laurierpopulier) · 
P. maximowiczii (Koreaanse balsempopulier) · 
P. mexicana · 
P. nigra (Zwarte populier) · 
P. nigra var. italica (Italiaanse populier) · 
P. rotundifolia · 
P. sieboldii · 
P. simonii (Chinese balsempopulier) · 
P. suaveolens · 
P. szechuanica · 
P. ×tomentosa ·  
P. tremula (Ratelpopulier) · 
P. tremuloides (Amerikaanse ratelpopulier) · 
P. trichocarpa (Zwarte balsempopulier) · 
P. tristis · 
P. wilsonii (Wilsonpopulier) · 
P. yunnanensis · 
...